# Rowe Customusic
Rowe Customusic ist ein Hintergrundmusiksystem aus den 1960er und 1970er Jahren. Die Abspielgeräte fassen sechs Endlos-Tonbandkassetten, vom Typ Fidelipac Größe C, die das längste Band dieser Reihe hatten. Das Abspielgerät wechselt wie das 3M Cantata 700 den Tonkopf von Kassette zu Kassette, aber auch wie spätere 8-Track-Abspielgeräte von Spur zu Spur, um die vier Spuren des Bandes nacheinander abzuspielen. Gewählte Kassette und Spur werden durch 7-Segment-Anzeigen erkennbar gemacht. Das Weiterschalten zur nächsten Spur oder Kassette erfolgt durch Schaltband automatisch oder manuell durch Tastknöpfe. Dies veranlasst das Gerät den Tonkopf weiterzubewegen und die nächste Tonspur abzuspielen. Ein weiterer neben dem Hauptschalter angebrachter Schalter dient dazu den großen Hubmechanismus zu deaktivieren und auf der gewählten Kassette zu verharren.